# Пріслоп (Марамуреш)
Пріслоп (рум. Prislop) — село у повіті Марамуреш в Румунії. Входить до складу комуни Бою-Маре.
Село розташоване на відстані 384 км на північний захід від Бухареста, 28 км на південь від Бая-Маре, 70 км на північ від Клуж-Напоки.

## Населення
За даними перепису населення 2002 року у селі проживали 479 осіб, усі — румуни. Усі жителі села рідною мовою назвали румунську.